# C19orf33
C19orf33 (англ. Chromosome 19 open reading frame 33) – білок, який кодується однойменним геном, розташованим у людей на довгому плечі 19-ї хромосоми. Довжина поліпептидного ланцюга білка становить 106 амінокислот, а молекулярна маса — 10 897.
| 10         |  | 20         |  | 30         |  | 40         |  | 50         |
| ---------- |  | ---------- |  | ---------- |  | ---------- |  | ---------- |
| MEFDLGAALE |  | PTSQKPGVGA |  | GHGGDPKLSP |  | HKVQGRSEAG |  | AGPGPKQGHH |
| SSSDSSSSSS |  | DSDTDVKSHA |  | AGSKQHESIP |  | GKAKKPKVKK |  | KEKGKKEKGK |
| KKEAPH     |  |            |  |            |  |            |  |            |

A: Аланін

D: Аспарагінова кислота

E: Глутамінова кислота

F: Фенілаланін

G: Гліцин

H: Гістидин

I: Ізолейцин

K: Лізин

L: Лейцин

M: Метіонін

P: Пролін

Q: Глутамін

R: Аргінін

S: Серин

T: Треонін

Кодований геном білок за функцією належить до фосфопротеїнів. 
Задіяний у таких біологічних процесах, як ацетилювання, альтернативний сплайсинг. 
Локалізований у ядрі.